# Живая живопись
Живая живопись (англ. Live painting) ― форма визуального современного исполнительского искусства, в рамках которой художники представляют зрителям свои произведения изобразительного искусства в некотором публичном пространстве: обычно это происходит в барах, на музыкальных концертах, свадебных вечеринках или в любых других общественных мероприятия при сопровождении живой музыки или при участии диджея. Произведение, которое создаётся в реальном времени на глазах зрителей, может быть запланированным или же быть импровизацией. Такая форма живого искусства часто противопоставляется гораздо более известным и распространённым произведениям изящного искусства, которые создаются своими творцами в их мастерских или иных частных, а не публичных, пространствах, и лишь только после этого представляются на суд публике. 

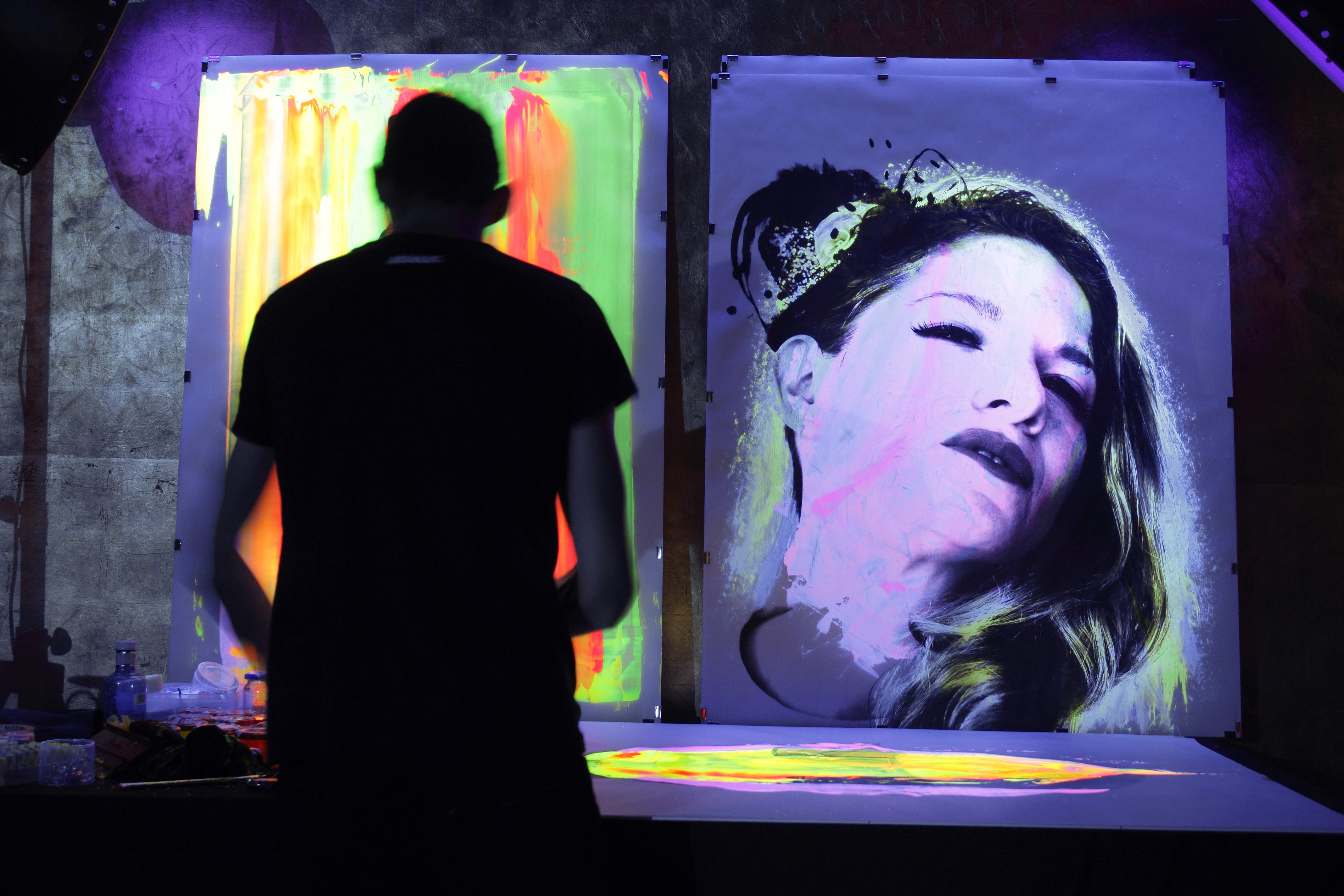
Пример живой живописи. Бео Бейонд выступает в клубе Shôko в Барселоне. Рисунок выполняется флуоресцентными красками, которые светятся под чёрным светом.

## Обзор
Живая живопись получила распространение в конце XX века. В режиме реального времени перед публикой творили многие художники, в том числе и знаменитый Лирой Ниман, нарисовавший картину во время летних Олимпийских игр 1976 года. В 1990-х и 2000-х годах техника живой живописи стала отличительной чертой художников стрит-арта и граффитистов. Живая живопись со временем эволюционировала: если сначала она была популярна в среде импрессионистов, которые рисовали перед небольшой публикой, то сейчас художники могут собирать огромное количество зрителей и выступать на больших площадках. Роберт К. Гаммадж, один из наиболее известных австралийских представителей искусства перформанса, часто предоставляет возможность зрителям творить вместе с ним, добавляя их собственные фрагменты; при этом получившееся произведение передаётся в общественное достояние. Американская художница Кейтлин Бейдлер утверждает, что живая живопись призвана восстановить личные связи между различными людьми и сообществами посредством совместного приобщения к искусству, независимо от их расовой, возрастной, культурной или социально-экономической принадлежности. Творческие коллективы Live Artist teams из Haven Art Studio также являются ярким примером исполнителей живого искусства. Эти арт-коммьюнити были основаны в 2005 году восемью членами семьи Рэндольф, живущих в городе Реддинг, штат Калифорния. Они рисуют различные тематические работы, в которых находят отражение различные мировые события; при этом в каждую из своих работ художники пытаются вложить некий позитивный посыл.